# Malteserkreuz Aquavit
Malteserkreuz Aquavit ist ein deutscher Aquavit nach dänischem Rezept.

## Geschichte
Zoll- und Importbelastungen machten es in den 1920er Jahren fast unmöglich, Aalborg Akvavit nach Deutschland zu importieren. Darum entschloss sich das Stammhaus, die A/S Danske Spritfabrikker (Danish Distillers), in Berlin einen Aquavit herzustellen. Der erste Malteserkreuz Aquavit verließ die Fabrik in Berlin am 18. Februar 1924. Von 1972 bis 2011 wurde Malteserkreuz Aquavit in Buxtehude hergestellt. Mitte 2011 wurde die Produktionsstätte in Buxtehude geschlossen und die Herstellung zunächst nach Dänemark (Aalborg) und im Mai 2015 dann nach Norwegen (Hagan in der Kommune Nittedal) verlagert.
2001 übernahm die Maxxium Deutschland GmbH, ein 1999 gegründetes Joint-Venture-Unternehmen von Rémy Cointreau S.A., Beam Global Spirits & Wine, Inc., The Edrington Group und Vin & Sprit AB, den Vertrieb der Danish-Distillers-Marken Aalborg und Malteserkreuz. Als Tochtergesellschaft der schwedischen Vin & Sprit AB firmierte die Danish Distillers Berlin GmbH ab April 2003 als V&S Deutschland GmbH. Bei der International Wine & Spirit Competition (IWSC) in London wurde Malteserkreuz Aquavit 2003 mit einer Goldmedaille als weltweit bester weißer Aquavit ausgezeichnet.
Ein Markenstreit um die Verwendung des achtspitzigen Malteserkreuzes mit der Stuttgarter Hofbräu und der Brauerei Bischofshof konnte 2006 beigelegt werden.
Im April 2007 wurde in Deutschland auch das Schwesterprodukt Malteser Bitter auf dem Markt angeboten und gegen Konkurrenzprodukte wie Fernet Branca, Ramazzotti und Jägermeister positioniert.
Nach der Übernahme von Vin & Sprit durch den französischen Spirituosenkonzern Pernod Ricard übernahm 2009 die Pernod Ricard Deutschland GmbH den Vertrieb von Malteserkreuz in Deutschland. Im Sommer 2012 verkaufte Pernod Ricard jedoch die ehemaligen Danish Distillers Marken, zu denen neben Aalborg und Malteserkreuz Aquavit auch Gammel Dansk gehört, an die norwegische ArcusGruppen. Der Vertrieb der Marken in Deutschland erfolgte dann ab 1. Januar 2013 über Eggers & Franke. Seit Juni 2024 wird Malteserkreuz Aquavit zusammen mit anderen Aquavit-Marken der ANORA Group Pcl in Deutschland von der zur Underberg-Gruppe gehörenden Diversa Spezialitäten GmbH sowie TeamSpirit vermarktet und vertrieben. 

## Produkte
- Malteserkreuz Aquavit (seit 1924) in 0,04 l, 0,7 l und 1,0 l Flaschen mit 40 Vol.-%
- Malteserkreuz No. 2, ab 1999 zum 75-jährigen Jubiläum mit einer goldgelben Farbe in 0,7 l Flasche und 37,5 Vol.-% in Dänemark produziert – wird seit 2009 nicht mehr produziert
- Malteser Bitter, ab 2007 in einer schwarzen 0,7 l Flasche mit 35 Vol.-% – wird seit 2010 nicht mehr produziert. In Dänemark ist das Produkt mit identischem Geschmack unter dem Namen 1-Enkelt erhältlich.[4]

## Werbekampagne
Mehrere deutsche Film-, Theater- und Fernsehschauspieler u. a. Günter Strack (1989), Manfred Krug, Iris Berben, Britta von Lojewski und Christoph M. Ohrt (2003) warben in einer Werbeanzeigenkampagne der Agentur FCB Wilkens (früher Wilkens Ayer) für die Spirituose mit dem Slogan „Man gönnt sich ja sonst nichts“.